# Josh Sargent
Joshua Thomas „Josh“ Sargent (* 20. Februar 2000 in O’Fallon, Missouri) ist ein US-amerikanischer Fußballspieler. Er steht in England bei Norwich City unter Vertrag und ist A-Nationalspieler seines Heimatlandes. Von 2018 bis 2021 spielte er für den deutschen Bundesligisten Werder Bremen.

## Kindheit
Sargent wurde am 20. Februar 2000 in O’Fallon, Missouri geboren. Seine Eltern hatten bereits beide auf College-Ebene Fußball gespielt. Er selbst begann sich bereits als Dreijähriger für den Fußball zu interessieren, mit acht wurde er im Scott Gallagher Soccer Club angemeldet. Bei einem Residency-Programm der United States Soccer Federation in Florida erreichte er den zweiten Rang und war somit der zweitbeste Highschool-Fußballer im ganzen Land.

## Karriere

### Im Verein
Sargent begann seine aktive Karriere beim Scott Gallagher Developement Club (SGDC) in St. Louis, wo bis 2019, als der St. Louis City SC gegründet wurde, kein professioneller Fußballverein ansässig war. Im SGDC waren vor ihm bereits spätere Nationalspieler wie Tim Ream oder Taylor Twellman ausgebildet worden. Nachdem er bei den internationalen Freundschaftsspielen von Nike im Jahr 2016 die Aufmerksamkeit einiger Klubs erregt hatte, sicherte sich das MLS-Franchise Sporting Kansas City die Rechte am jungen Sargent. Dies war, trotz des jungen Alters, für den Verein möglich, da sich St. Louis in dessen Einzugsbereich befindet. Im Oktober desselben Jahres hatte er ein Probetraining beim niederländischen Verein PSV Eindhoven, ehe er im Januar 2017 beim Bundesligisten FC Schalke 04 vorspielte. Zu diesem Zeitpunkt wurde er auch für die U-20-Nationalmannschaft der USA nominiert.
Anfang 2018 nahm Sargent am Wintertrainingslager der zweiten Mannschaft von Werder Bremen teil. Anschließend nahm er einige Male am Training der ersten Mannschaft von Florian Kohfeldt teil. Am 20. Februar 2018 unterzeichnete Sargent einen Profivertrag, sodass er ab dem 1. Juli 2018 für Werder Bremen spielberechtigt war. Zur Saison 2018/19 wurde er in den Profikader aufgenommen und stand parallel im Kader der zweiten Mannschaft, die in der viertklassigen Regionalliga Nord spielt. Sargent hatte am 7. Dezember 2018 sein Bundesligadebüt für Werder Bremen im Spiel gegen Fortuna Düsseldorf, als er in der 76. Spielminute für Milot Rashica eingewechselt wurde. Sein erstes Bundesligator erzielte er zwei Minuten später per Kopf zum Endstand von 3:1 für Werder Bremen. In der Saison 2020/21 stieg er mit den Bremern in die 2. Bundesliga ab. Dort absolvierte er zum Beginn der Saison 2021/22 noch 2 Spiele, in denen er 2 Tore erzielte.
Anfang August 2021 wechselte Sargent in die Premier League zum Aufsteiger Norwich City. Er unterschrieb einen Vertrag bis zum 30. Juni 2025. Am Saisonende 2022 stieg er mit der Mannschaft in die EFL Championship ab.

### In der Nationalmannschaft
Seine ersten internationalen Erfahrungen machte Sargent mit der U14-Nationalmannschaft im Jahr 2013, als er in ein Trainingslager eingeladen wurde.
2015 besuchte er das Residency-Programm der U17-Nationalmannschaft und wurde 2017 Teil des CONCACAF-U17-Meisterschafts-Kaders. Dort erzielte er fünf Tore. Durch seine Leistung wurde er überraschenderweise Teil des offiziellen Kaders der U20-Nationalmannschaft für die WM 2017. Dort erzielte er in fünf Spielen vier Tore und wurde somit der jüngste US-Amerikaner, dem bei einer U20-Weltmeisterschaft ein Tor gelang.
Am 7. November 2017 wurde er für ein Freundschaftsspiel der A-Nationalmannschaft gegen Portugal nominiert, jedoch nicht eingesetzt. Dennoch wurde er der erste US-amerikanische Spieler, der in einem Kalenderjahr für die U17, U20 und in der Herrennationalmannschaft nominiert worden war. Am 28. Mai 2018 debütierte er für die Herrennationalmannschaft der Vereinigten Staaten bei einem Freundschaftsspiel gegen Bolivien. Beim 3:0-Erfolg seines Heimatlandes gelang ihm in der 52. Spielminute sein erstes Tor, das zum zwischenzeitlichen 2:0 führte.
2021 gewann er mit der Nationalmannschaft die CONCACAF Nations League. Ende 2022 gehörte er zum US-amerikanischen Kader für die Weltmeisterschaft, bei der die Mannschaft im Achtelfinale ausschied.